# Comandament perdut
Comandament perdut (títol original: Lost Command, també conegut com Les Centurions) és una pel·lícula de guerra estatunidenca de 1966 dirigida i produïda per Mark Robson i protagonitzada per Anthony Quinn, Alain Delon, George Segal, Michèle Morgan, Maurice Ronet i Claudia Cardinale. Està basada en la novel·la més venuda de 1960 Les centurions de Jean Lartéguy. La pel·lícula se centra en la història dels paracaigudistes francesos que lluiten a la Indoxina francesa i a l'Algèria francesa. Està doblada al català.

## Argument
El coronel de l'exèrcit francès Raspeguy lidera els seus paracaigudistes en la batalla contra el Viet Minh comunista a Indoxina i contra la guerrilla algeriana durant la guerra d'Algèria.

## Repartiment
- Anthony Quinn com Tinent Coronel Pierre Raspéguy
- Alain Delon com Capità Phillipe Esclavier
- Maurice Ronet com Capità Julien Boisfeuras
- George Segal com Tinent Mahidi
- Michèle Morgan com Comtessa Natalie de Clairefons
- Claudia Cardinale com Aicha Mahidi
- Grégoire Aslan com Doctor Ali Ben Saad
- Jean Servais com General Melies
- Jacques Marin com Major
- Jean-Paul Moulinot com DeGuyot
- Gordon Heath com Dia
- René Havard com Fernand
- Armand Mestral com Oficial d'Administració
- Burt Kwouk com oficial vietnamita
- Al Mulock com Mugnier
- Marie Burke com Madame Raspeguy
- Aldo Sambrell com Ibrahim
- George Rigaud com capellà
- Roberto Robles com Manuel
- Félix de Pomés com orador

## Producció

### Escriptura
Mark Robson va comprar els drets cinematogràfics de la novel·la per a la seva companyia Red Lion el març de 1963. El guió va ser escrit per Nelson Gidding, que abans havia adaptat Nine Hours to Rama per a Robson.

### Càsting
Robson es va aturar durant un any per fer la pel·lícula per poder aconseguir Anthony Quinn com a protagonista. El personatge de Quinn es basa vagament en Marcel Bigeard, el comandant real de la Indoxina francesa, que va dirigir la unitat que va ser el predecessor del 6è Regiment de Paracaigudistes d'Infanteria de Marina (el 6è Batalló de Paracaigudistes Colonial). Més tard, Bigeard va comandar el 3r Regiment de Paracaigudistes Colonial a l'Algèria francesa.

### Rodatge
La pel·lícula es va rodar a Espanya. El suport tècnic va ser proporcionat pel comandant René Lepage, que havia servit al 6è Regiment de Paracaigudistes d'Infanteria de Marina de l'Exèrcit francès .

## Estrena
Malgrat l'èxit de la novel·la, l'estrena d'una altra pel·lícula anomenada The Centurians va provocar que es canviés el títol de la pel·lícula. En un moment anava a ser From Indo-China to the Gates of Algiers i després Not For Honor and Glory abans que es decidís utilitzar Lost Command. Es va estrenar als Estats Units el maig de 1966. Va sortir a França uns mesos després.

### Taquilla
La pel·lícula no va ser especialment popular als EUA. Va ser la cinquena pel·lícula més popular a la taquilla francesa el 1966, després de La gran gresca, Doctor Jivago, Es crema París? i Per un grapat de dòlars.

### Crítica
La pel·lícula va rebre crítiques diverses. The New York Times ho va descriure com a mundana i va concloure que "recorda massa, tret de les etiquetes de nom, temps i lloc de les moltes pel·lícules de guerra estàndard que han precedit a Comandament perdut ".

## Seqüela
El 1963 Robson va comprar els drets de The Praetorians de Larteguy, una continuació de The Centurions . La pel·lícula no es va fer mai.